# Hans Ralfs
Hans Ralfs, né le 28 août 1883 à Preetz et mort le 21 avril 1945 à Meseritz, est un peintre expressionniste allemand.

## Biographie
Fils d'un postier, Hans Ralfs poursuit des études d'art de 1902 à 1907 à l'école des beaux-arts de Weimar, où il a notamment pour professeurs Hans Olde, Ludwig von Hofmann et Theodor Hagen. En 1903, il fait la connaissance d'Edvard Munch. Mobilisé, il combat pendant la Première Guerre mondiale et en rapporte des aquarelles qu'il expose à Kiel en 1918. Il passe l'été de 1919 en Norvège où il retrouve Munch et fonde une école d'art à Kiel la même année. En 1922, il fait un premier séjour en maison de soin, qui sera suivi de plusieurs autres. En 1935, les lois nationales socialistes conduisent à son internement à l'hôpital psychiatrique de Neustadt in Holstein. Il produit alors beaucoup jusqu'à son transfert en 1942 à l'institut Obrawalde de Meseritz. Entre 1942 et 1945, plusieurs milliers de patients y sont euthanasiés, mais Hans Ralfs en réchappe. Libéré par l'armée rouge fin janvier 1945, il meurt néanmoins peu après des suites des privations qu'il a subies.